# Rocca aldobrandesca (Semproniano)

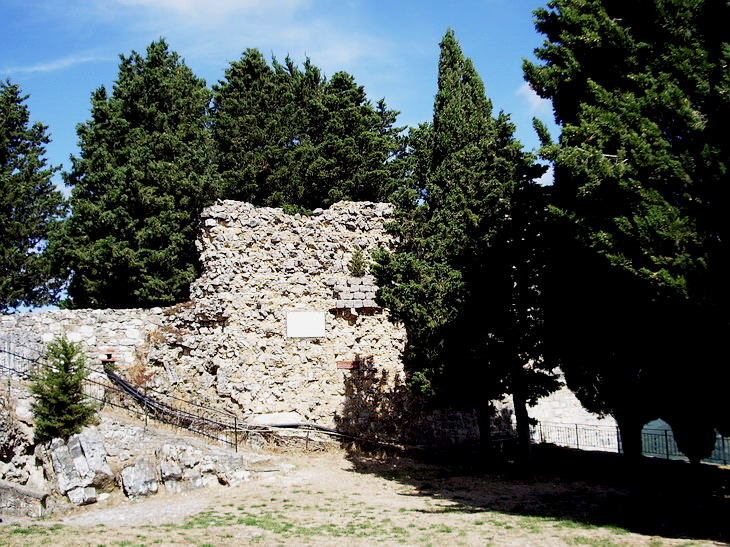
Parziale veduta dei ruderi della rocca aldobrandesca

La rocca aldobrandesca è un castello in rovina di Semproniano che sorge nella parte sommitale del borgo, dinanzi alla chiesa di Santa Croce.

## Descrizione
Rimangono solo alcuni ruderi, dove sono ravvisabili alcuni tratti delle mura perimetrali e la base quadrangolare dell'antica rocca. Tutte le strutture murarie sono circondate da una serie di alberi, molti dei quali cipressi, che permettono di individuare l'area dall'esterno del centro abitato.

## Storia

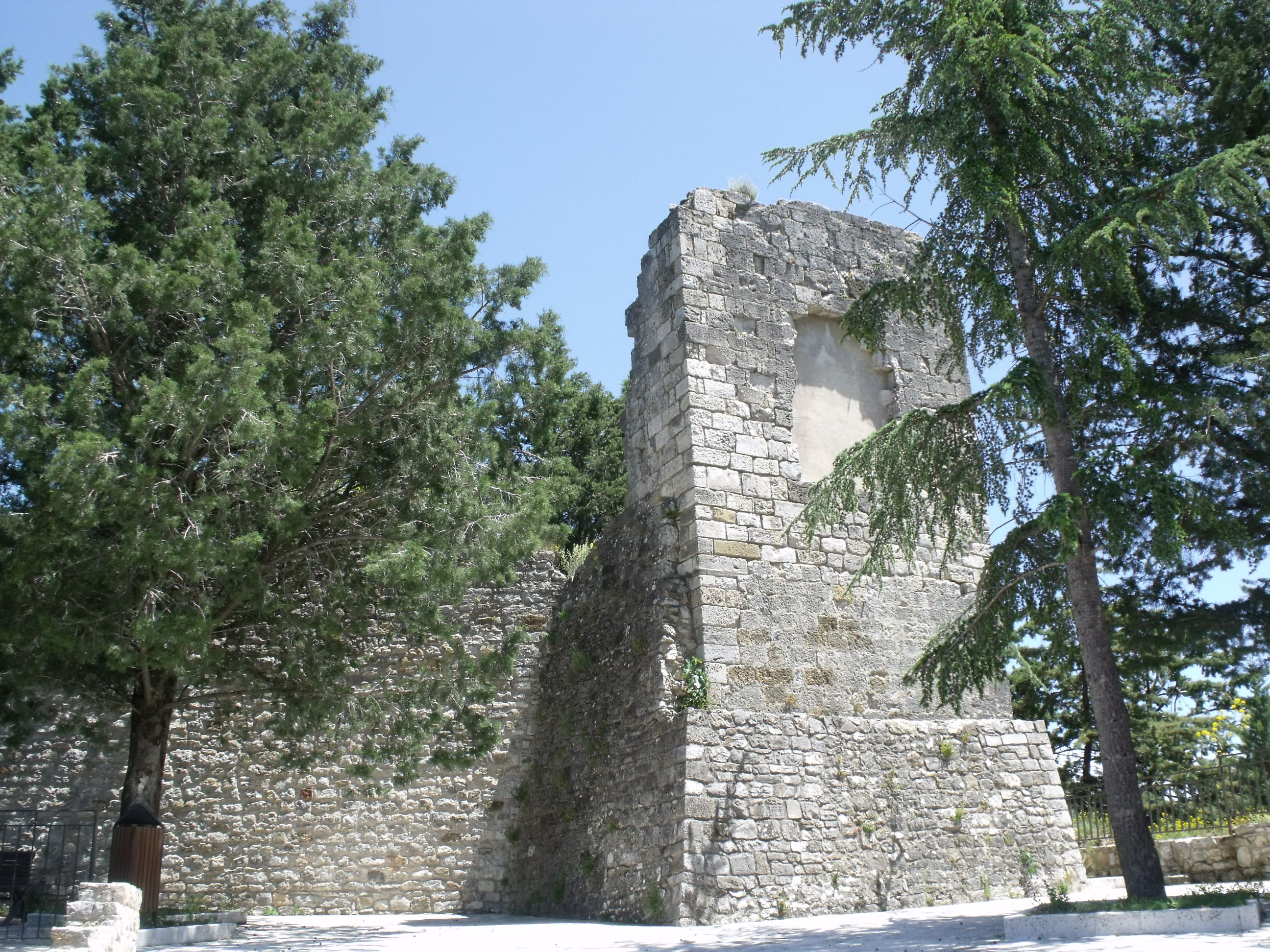

Il complesso della rocca iniziò a sorgere verso la metà del IX secolo, in posizione dominante sia a difesa dell'intero insediamento di Semproniano, che per gli avvistamenti verso i territori circostanti. Possesso indiscusso della famiglia Aldobrandeschi, entrò a far parte della Contea di Santa Fiora alla fine del Duecento, nell'atto di divisione dei possedimenti della famiglia.
Tuttavia, prima gli Orvietani e poi i Senesi cercarono di imporre la loro influenza per il controllo dell'intera zona; soltanto nel 1410, però, le truppe senesi riuscirono a conquistare Semproniano, causando gravi danni alla rocca aldobrandesca.
Dopo una temporanea riqualificazione della rocca tra il tardo Quattrocento e i primi decenni del secolo successivo, il complesso venne espugnato dagli Spagnoli nel 1536 e, da allora, ebbe inizio il lunghissimo periodo di abbandono e di declino che ha compromesso per sempre l'originaria struttura fortificata.